# كريستيان أورون سيغوردسون
كريستيان أورون سيغوردسون (بالإنجليزية: Kristján Örn Sigurðsson)‏ (مواليد 7 أكتوبر 1980 في أكوريري) لاعب كرة قدم آيسلندي دولي يجيد اللعب في خط الدفاع. يلعب حاليا لصالح هونيفوس النرويجي منذ 2010.

## روابط خارجية
- كريستيان أورون سيغوردسون على موقع قاعدة بيانات كرة القدم.إي يو (الإنجليزية)
- كريستيان أورون سيغوردسون على موقع ناشيونال فوتبول تيمز (الإنجليزية)